# 続成作用
続成作用（ぞくせいさよう、diagenesis）は、堆積物が固まって堆積岩になる作用。砕屑岩では主に圧密作用と膠結作用の2つからなるが、炭酸塩岩ではこれ以外の続成作用も多く見られる。

## 主な続成作用
圧密作用
堆積が進行して堆積層が厚くなると、上部の堆積物の重みにより下部の堆積物が圧縮を受ける。圧縮により間隙水は押し出され、さらに粒子同士の隙間が狭く密になる。
膠結作用
セメント化作用（Cementation, セメンテーション）とも呼ばれる。圧密作用において間隙水に溶解していた各種のイオンや、堆積物粒子中の鉱物から溶け出した成分のうち、炭酸カルシウムや二酸化ケイ素などが堆積物粒子間に沈殿する。こうした物質により堆積物粒子は強く結びつけられ固結する。
置換・交代作用
炭酸塩岩に見られる。海底面や地表付近での水分蒸発により生じた高塩分水、海水と陸水の混合により生ずる低塩分水、あるいは普通の海水といった、周囲の溶液との化学反応により鉱物置換が起こる。また、続成作用の後期においても、圧密による脱水・金属原子に富む間隙水との反応・熱水の影響により作用が起こることもある。代表的な置換・交代作用にドロマイト化作用がある。

## 環境要因
続成作用（特に炭酸塩続成作用）は地表の生物の影響（物質代謝や分解）、堆積粒子の性質、粒子同士の間に含まれる間隙水の化学性質（化学組成・二酸化炭素分圧・水素イオン濃度など）、地下の温度・圧力条件の影響を受ける。生物や間隙水の影響は初期の続成作用、温度・圧力条件は後期の続成作用において支配的である。このような続成作用の起こる環境の違いに注目し、属性環境も3つに分類されている。
近表面下続成環境
堆積直後で、地表水（海水・陸水）の影響を受けやすい続成環境。間隙水の組成の影響を受け、膠結作用や、熱力学的に安定な鉱物への相転移、不安定鉱物の溶解などが顕著に起こる。
浅埋没下続成環境
圧力溶解が顕著に起こる前段階で、上部の堆積物により圧力が増大し、間隙水の移動も起こる。圧密作用・膠結作用・交代作用が起こる。
深埋没下続成環境
地下500 - 5000メートル程度の領域で成立する。間隙水の移動はほぼ起こらない一方で、温度・圧力が上昇するため、圧密作用と膠結作用の他に圧力溶解や再結晶が起こる。自生鉱物も顕著に形成される。
埋没深度が数キロメートル以上に達すると、卓越する作用が続成作用から変成作用へ変わり、堆積岩は変成岩へ変化する。なお、続成作用と変成作用は鉱物の再結晶の度合いで区別されることもあるが、細粒の堆積岩では再結晶の開始が明らかではなく、明確な境界は存在しない。変成作用においては、反応に関与する岩石に対する水の量が続成作用よりも多いという特徴がある。また、イライト結晶度やビトリナイト反射率、鉱物組み合わせの変化が目安として用いられている。

## 化石燃料の生成
石炭や石油に代表される化石燃料の熟成もまた続成作用による。生物に由来する生体高分子（タンパク質・脂質・リグニンなど）は、初期続成作用において微生物分解・加水分解・再合成を経てフミン質物質と単量体（糖・アミノ酸・脂肪酸・フェノールなど）に変化し、環化・重縮合化・脱アミノ化・還元などの作用を受けてジオポリマーで構成されるケロジェンに変化する。ケロジェンは続くカタジェネシスで石油と天然ガスに熱分解され、最終盤になると石炭はほぼ無煙炭の段階に達する。